# Arquebisbat de Guangzhou
{{Enllaç trencat
L'arquebisbat de Guangzhou (xinès:  天主教廣州總教區, transliterat: tyān jǔ jyàu Gwǎngjōu dzǔng jyàuchyū ; llatí: Archidioecesis Coamceuvensis) és una seu metropolitana de l'Església catòlica a la Xina. Al 1949 tenia 20.346 batejats d'un total de 4.800.000 habitants. Actualment la seu es troba vacant.

## Territori
L'arxidiòcesi comprèn part de la província xinesa de Guangdong.
La seu arxiepiscopal és la ciutat de Guangzhou, on es troba la catedral del Sagrat Cor de Jesús, edificada entre el 1863 i el 1888 i reconeguda pel govern com a monument històric nacional.
El territori s'estén sobre 43.332 km².

## Història
El vicariat apostòlic de Guangdong-Guangxi va ser erigit l'11 de maig de 1848, prenent el territori del bisbat de Macao.
El 6 d'agost de 1875 cedí una porció del seu territori a benefici de la prefectura apostòlica de Guangxi (avui arquebisbat de Nanning), i contextualment assumí el nom de vicariat apostòlic de Guangdong.
El 6 d'abril de 1914 cedí una nova porció de territori a benefici de l'erecció del vicariat apostòlic de Chaozhou, (avui bisbat de Shantou) i per efecte del breu apostòlic Ecclesiarum omnium del papa Pius X, canvià de nou el nom a vicariat apostòlic de Guangzhou (Cantón).
Posteriorment cedí noves porcions de territori a benefici de l'erecció de noves circumscripcions eclesiàstiques, i precisament:
- el 9 d'abril de 1920 a benefici de l'erecció del vicariat apostòlic de (avui bisbat de Shaoguan);
- l'1 d'agost de 1920 a benefici de l'erecció del vicariat apostòlic de Guangdong occidentale e Hainan (avui bisbat de Beihai);
- el 31 de gener de 1924 a benefici de l'erecció de la prefectura apostòlica de Jiangmen (avui diòcesi).

L'11 d'abril de 1946 el vicariat apostòlic va ser elevat a la dignitat d'arxidiòcesi metropolitana en virtut de la butlla Quotidie Nos del papa Pius XII.
El 1982, l'administrador apostòlic Dominic Tang Yee-ming, a cura de Hong Kong, fou nomenat pel papa Joan Pau II arquebisbe de Guangzhou, tot i que no va poder entrar a la Xina, residint a l'exili a Hong Kong dins la seva mort, el 27 de juny de 1995.
El maig de 2001 va morir el bisbe "oficial" James Lin Bingliang i la diòcesi romangué vacant fins al 2007, quan fou consagrat bisbe, amb el vist i plau de la Santa Seu, Joseph Gan Junqium, ordenat el 4 de desembre.

## Cronologia episcopal
- François-Napoléon Libois, M.E.P. † (11 de maig de 1848 - octubre de 1853 renuncià)
- Philippe François Zéphirin Guillemin, M.E.P. † (16 de novembre de 1853 - 5 d'abril de 1886 mort)
- Augustin Chausse, M.E.P. † (5 d'abril de 1886 - 12 d'octubre de 1900 mort)
- Jean-Marie Mérel, M.E.P. † (20 d'abril de 1901 - 6 d'agost de 1914 renuncià)
- Jean-Baptiste-Marie Budes de Guébriant, M.E.P. † (28 d'abril de 1916 - 21 de març de 1921 renuncià[5])
- Antoine-Pierre-Jean Fourquet, M.E.P. † (20 de febrer de 1923 - 11 de desembre de 1947 renuncià[6])
  - Sede vacante (1947-1981)
  - Dominic Tang Yee-ming, S.I. † (1 d'octubre de 1950 - 26 de maig de 1981 nomenat bisbe) (administrador apostòlic)
- Dominic Tang Yee-ming, S.I. † (26 de maig de 1981 - 27 de juny de 1995 mort)
  - Sede vacante
  - Joseph Ye Yin-yun † (21 de gener de 1962 consagrat - 13 de març de 1990 mort) (bisbe oficial)
  - James Lin Bingliang † (6 de maig de 1990 consagrat - 25 de maig de 2001 mort) (bisbe oficial)
  - Joseph Gan Junqiu, des del 4 de desembre de 2007

## Estadístiques
A finals del 1949, l'arxidiòcesi tenia 20.346 batejats sobre una població de 4.800.000 persones, equivalent al 0,4% del total.
| any  | població | població  | població | sacerdots | sacerdots       | sacerdots       | sacerdots             | diàques | religiosos | religiosos | parroquies |
| ---- | -------- | --------- | -------- | --------- | --------------- | --------------- | --------------------- | ------- | ---------- | ---------- | ---------- |
| any  | batejats | total     | %        | total     | clergat secular | clergat regular | batejats por sacerdot | diàques | homes      | dones      |            |
| 1950 | 95.624   | 6.242.002 | 1,5      | 43        | 36              | 7               | 2.223                 |         | 124        | 420        | 38         |
| 1848 | 4.000    | ?         | ?        | 8         | 8               |                 | 500                   |         |            |            |            |
| 1881 | 26.000   | ?         | ?        | 39        | 5               | 34              | 666                   |         |            |            |            |
| 1949 | 20.346   | 4.800.000 | 0,4      | 61        | 44              | 17              | 333                   |         |            | 94         | 1          |

Segons dades estadístiques aportades per l'Agenzia Fides,, el 2012 l'arxidiòcesi comprèn prop de 60.000 fidels, distribuïts en 50 temples entre esglésies i capelles, amb 17 preveres i 16 seminaristes majors.